# 굴절력
굴절력(屈折力, optical power, dioptric power, refractive power, focusing power, convergence power)은 렌즈, 거울, 또는 기타 광학 시스템이 빛을 모으거나 분리시키는 정도이다. 장치의 초점거리의 역수와 동일하다: P = 1/f. 굴절력이 높을수록 초점거리는 짧아진다. 굴절력의 SI 단위는 m−1로, 디옵터와 동일하다.
빛을 망막의 초점에 맞추기 위해 굴절력이 너무 많거나 너무 적은 눈은 굴절 이상이 있다는 것을 의미한다. 근시가 있는 눈은 굴절력이 너무 많아서 빛이 망막 앞에 맺힌다. 반면, 원시의 경우 굴절력이 너무 적어서 눈의 긴장을 풀 때 빛은 망막 뒤에 맺히게 된다.

## 같이 보기
- 굴절
- 렌즈 클럭
- 조절 (척추동물 눈)